# كينيا مايشيرو
كينيا مايشيرو (باليابانية: 真栄城 兼哉) (7 فبراير 1995 في أوكيناوا في اليابان – )؛ هو لاعب كرة قدم ياباني سابق كان يلعب كمهاجم.

## وصلات خارجية
- كينيا مايشيرو على موقع رابطة كرة القدم اليابانية للمحترفين (اليابانية)